# Campionati europei di ciclismo su strada 2021
I Campionati europei di ciclismo su strada 2021 si sono svolti a Trento, in Italia, dall'8 al 12 settembre. Si sarebbero dovuti disputare a Trento nel 2020, ma a causa della pandemia di COVID-19 gli organizzatori hanno chiesto una proroga per spostare la manifestazione di un anno.

## Eventi[1]

### Cronometro individuali
Mercoledì 8 settembre
- 09:15 Donne Junior, 22,4 km
- 10:45 Uomini Junior, 22,4 km

Giovedì 9 settembre
- 09:15 Donne Under-23, 22,4 km
- 10:45 Donne Elite, 22,4 km
- 14:15 Uomini Under-23, 22,4 km
- 16:00 Uomini Elite, 22,4 km

### Corse in linea
Venerdì 10 settembre
- 09:00 Uomini Junior, 107,2 km
- 13:50 Donne Junior,  67,6 km
- 16:30 Donne Under-23, 80,8 km

Sabato 11 settembre
- 09:00 Uomini Under-23, 133,6 km
- 14:15 Donne Elite, 107,2 km

Domenica 12 settembre
- 12:30 Uomini Elite, 179,2 km

### Staffetta
Mercoledì 8 settembre
- Staffetta Mista, 44,8 km

## Medagliere
| Pos.   | Nazione     | Oro | Argento | Bronzo | Totale |
| ------ | ----------- | --- | ------- | ------ | ------ |
| 1      | Italia      | 4   | 3       | 1      | 8      |
| 2      | Belgio      | 2   | 2       | 1      | 5      |
| 3      | Svizzera    | 2   | 0       | 0      | 2      |
| 4      | Germania    | 1   | 4       | 1      | 6      |
| 5      | Paesi Bassi | 1   | 1       | 3      | 5      |
| 6      | Francia     | 1   | 0       | 5      | 6      |
| 7      | Danimarca   | 1   | 0       | 0      | 1      |
| 7      | Russia      | 1   | 0       | 0      | 1      |
| 9      | Norvegia    | 0   | 2       | 0      | 2      |
| 10     | Ungheria    | 0   | 1       | 0      | 1      |
| 11     | Spagna      | 0   | 0       | 1      | 1      |
| 11     | Lituania    | 0   | 0       | 1      | 1      |
| Totale | Totale      | 13  | 13      | 13     | 39     |

## Sommario degli eventi
| Eventi                       | Oro | Tempo    | Argento                                                                                      | Tempo   | Bronzo                                                                                           | Tempo   |
| Uomini Elite                 | |          |                                                                                              |         |                                                                                                  |         |
| Gara in linea dettagli       | Sonny Colbrelli Italia                                                                                     | 4h19'45" | Remco Evenepoel Belgio                                                                       | s.t.    | Benoît Cosnefroy Francia                                                                         | a 1'30" |
| Cronometro dettagli          | Stefan Küng Svizzera                                                                                       | 24'29"   | Filippo Ganna Italia                                                                         | a 8"    | Remco Evenepoel Belgio                                                                           | a 15"   |
| Donne Elite                  | |          |                                                                                              |         |                                                                                                  |         |
| Gara in linea dettagli       | Ellen van Dijk Paesi Bassi                                                                                 | 2h50'35" | Liane Lippert Germania                                                                       | a 1'18" | Rasa Leleivytė Lituania                                                                          | s.t.    |
| Cronometro dettagli          | Marlen Reusser Svizzera                                                                                    | 27'13"   | Ellen van Dijk Paesi Bassi                                                                   | a 19"   | Lisa Brennauer Germania                                                                          | a 1'02" |
| Uomini Under-23              | |          |                                                                                              |         |                                                                                                  |         |
| Gara in linea dettagli       | Thibau Nys Belgio                                                                                          | 3h06'57" | Filippo Baroncini Italia                                                                     | s.t.    | Juan Ayuso Spagna                                                                                | s.t.    |
| Cronometro dettagli          | Johan Price-Pejtersen Danimarca                                                                            | 25'35"   | Søren Wærenskjold Norvegia                                                                   | a 33"   | Daan Hoole Paesi Bassi                                                                           | a 34"   |
| Donne Under-23               | |          |                                                                                              |         |                                                                                                  |         |
| Gara in linea dettagli       | Silvia Zanardi Italia                                                                                      | 2h11'15" | Kata Blanka Vas Ungheria                                                                     | a 2"    | Évita Muzic Francia                                                                              | s.t.    |
| Cronometro dettagli          | Vittoria Guazzini Italia                                                                                   | 29'02"   | Hannah Ludwig Germania                                                                       | a 39"   | Elena Pirrone Italia                                                                             | a 46"   |
| Uomini Junior                | |          |                                                                                              |         |                                                                                                  |         |
| Gara in linea dettagli       | Romain Grégoire Francia                                                                                    | 2h35'42" | Per Strand Hagenes Norvegia                                                                  | s.t.    | Lenny Martinez Francia                                                                           | s.t     |
| Cronometro dettagli          | Alec Segaert Belgio                                                                                        | 26'27"   | Cian Uijtdebroeks Belgio                                                                     | a 5"    | Eddy Le Huitouze Francia                                                                         | a 40"   |
| Donne Junior                 | |          |                                                                                              |         |                                                                                                  |         |
| Gara in linea dettagli       | Linda Riedmann Germania                                                                                    | 1h53'09" | Eleonora Ciabocco Italia                                                                     | s.t.    | Églantine Rayer Francia                                                                          | a 2"    |
| Cronometro dettagli          | Alena Ivančenko Russia                                                                                     | 29'12"   | Antonia Niedermaier Germania                                                                 | a 32"   | Elise Uijen Paesi Bassi                                                                          | a 53"   |
| Miste                        | |          |                                                                                              |         |                                                                                                  |         |
| Staffetta a squadre dettagli | Italia Matteo Sobrero Filippo Ganna Alessandro De Marchi Elena Cecchini Marta Cavalli Elisa Longo Borghini | 51'59"01 | Germania Miguel Heidemann Justin Wolf Max Walscheid Corinna Lechner Mieke Kröger Tanja Erath | a 21"   | Paesi Bassi Koen Bouwman Jos van Emden Bauke Mollema Floortje Mackaij Amy Pieters Demi Vollering | a 27"   |